# Julius Stein
Pour les articles homonymes, voir Stein.
Julius Stein (né le 12 juillet 1813 à Naumbourg et mort le 30 juillet 1889 à Breslau) est un journaliste et homme politique allemand démocrate. 

## Biographie

### Études
Julius Stein est le fils d'un fabricant de boutons de Naumbourg. Il fréquente le lycée de la cathédrale de la ville de 1826 à 1833. Il étudie ensuite la philosophie tout d'abord à Leipzig de 1833 à 1837, puis à Breslau. Il passe sa thèse en février 1838 sur un sujet historique. Durant ses études, il est membre de la vieille Burschenschaft de Leipzig à partir de 1833 puis de celle de Breslau, dite Raczeks.

### Débuts de son engagement politique
Il enseigne ensuite dans la plus prestigieuse école de la ville, la Realschule am Zwinger. En 1842, il écrit dans le journal local, la Schlesische Zeitung, un article libéral qui dénonce la restauration politique et les limitations de la liberté qu'elle entraîne en Prusse. Il réclame la liberté de la presse, l'ouverture au public des tribunaux, que les procès soit faits sous forme d'audiences, une constitution pour le royaume ainsi que la mise en place d'un parlement élu. Il s'occupe beaucoup des questions sociales et est un des fondateurs de la salle coopérative de la ville. Ses opinions politiques sont de plus en plus démocrates à mesure que la révolution approche.

### Révolution de Mars: député
Durant la révolution de Mars 1848, il devient un des meneurs des démocrates de Silésie et est élu à l'assemblée nationale prussienne nouvellement créée. La révolution perd progressivement de son élan et la contre-révolution s'annonce en Prusse. L'événement déclencheur est une manifestation violemment réprimée à Schweidnitz. Julius Stein propose le 9 août 1848 que le parlement fasse parvenir au ministre de la guerre un arrêté stipulant que tout officier s'en tienne à la constitution et leur interdise tout mouvement réactionnaire. Les officiers dissidents doivent être démis de leur fonction. Enfin, une commission doit enquêter sur les événements de Schweidnitz. Cette proposition est votée par l'assemblée à une large majorité,,,. 
Cette décision provoque une violente polémique au sein du parlement, la droite et le centre-droit y étant fermement opposés. Le ministre de la guerre refuse de signer le décret, menant à sa perte le gouvernement de von Auerswald et Hansemann]. Leurs démissions démontrent le pouvoir de décision parlementaire, mais renforçaient en même temps la contre-révolution,,. Le gouvernement suivant mené par Ernst von Pfuel met en vigueur la loi.
Lorsque le 9 novembre, le siège du parlement est déplacé dans la ville de Brandebourg. L'assemblée considère cette décision comme illégale et poursuit ses débats. Cependant la milice citoyenne refuse de protéger le parlement, celui-ci se retrouve dépourvu de force armée. Les députés, dont Julius Stein, décident donc de commencer une résistance passive et appelèrent à la désobéissance civile,.
Après la dissolution de l'assemblée nationale, il est élu à la chambre des représentants de Prusse en février 1849. Il y siège dans l'extrême gauche. Simultanément des émeutes éclatent à Breslau dans le cadre de campagne pour la constitution du Reich. Début mai, Julius Stein s'exprime devant une grande assemblée populaire et demande au magistrat de la ville de reconnaître la constitution. Des combats de barricades ont lieu le 6 et 7 mai. En raison de son rôle dans ces événements, Julius Stein doit se présenter devant un tribunal en 1850. Il y est certes acquitté, mais en parallèle ses opinions démocrates lui valent d'être suspendu en 1849 du service public, puis définitivement exclu en 1854.

### Après la révolution: journaliste
Afin de gagner sa vie, il ouvre une papeterie. Il donne également des cours privés. Surtout, il travaille comme journaliste principalement politique. Au début des années 1850, il est rédacteur et co-éditeur du Neuen Oder-Zeitung qui doit arrêter sa parution en 1855. Il travaille à partir de 1858 au Breslauer Zeitung et en devient rédacteur en chef en 1862, poste qu'il occupe jusqu'en octobre 1885. Il s'agit à l'époque du principal journal de la ville et d'un élément important dans l'organisation de la gauche libérale locale.
Julius Stein reste actif politiquement. À partir des années 1860, il redevient un des principaux libéraux de gauche de Silésie. Il devient membre du parti progressiste, où il est un rédacteur régulier. Il fait partie du conseil municipal de Breslau de 1861 à 1879
. Avec Moritz Elsner (de), il tente d'empêcher la scission du camp libéral-démocrate. Ensemble, ils fondent une association national-démocratique. Il reste une personnalité de la gauche, dans sa nécrologie il est ainsi écrit : « Jusqu'en 1880, il fait partie des meneurs du parti libéral, en fait plus proche de l'aile gauche du parti national-libéral - national-démocrate - que du parti progressiste de Richter, ». Dans ses dernières années, il s'engage pour le Parti radical allemand et est membre du bureau de l'antenne du parti à Breslau.

## Œuvre
- (de) Geschichte der Stadt Breslau im neunzehnten Jahrhundert, Breslau, 1884

### Citations originales
1. ↑  Bürgerressource
2. ↑  « Bis zu seinem Tod war er eine Symbolfigur der bürgerlichen Linken. „Bis 1880 gehörte er zu den Führern der liberalen Partei, eigentlich mehr dem linken Flügel der Nationalliberalen – Nationaldemokraten – als der Fortschrittspartei (Richtersche Linie) angehörend. »